# Faraje ibne Cair Atutaliqui
Faraje ibne Cair Atutaliqui (em árabe: Faraj Ibn Khayr At-Tutaliqi; Santo Aleixo da Restauração, século VIII ou XI - [?], [?]), foi guerreiro muladi que desafiou a autoridade de Abderramão II, emir de Córdova, em 848 - 849, sendo derrotado e acabando por se tornar governador de Beja.